# Pampilhosa (stacja kolejowa)
Pampilhosa (port: Estação Ferroviária de Pampilhosa) – przystanek kolejowy, w miejscowości Pampilhosa, w dystrykcie Aveiro, w Portugalii. Znajduje się na Linha do Norte i jest ważnym węzłem kolejowym.
Obsługiwana jest przez pociągi Comboios de Portugal.

## Historia
Linia między stacjami Estarreja i Taveiro, która została wybudowana przez Companhia dos Caminhos de Ferro Portugueses, została otwarta w dniu 10 kwietnia 1864.

## Linie kolejowe
- Linha do Norte
- Linha da Beira Alta
- Ramal da Figueira da Foz

## Charakterystyka

### Położenie
Stacja położona jest w pobliżu miasta Pampilhosa, z dostępem od strony Rua da República.

### Infrastruktura
W styczniu 2011 roku, stacja miała 7 torów o długości między 180 a 780 metrów; perony mają długość 220 i 315 metrów i mają od 30 do 40 centymetrów wysokości.